# Pierre III de Neveu
Pour les articles homonymes, voir Neveu.
Petrus Nepos ou Pierre de Neveu, troisième du nom dit Pierre III de Neveu, est un évêque d'Albi.

## Biographie
Après avoir été évêque de Béziers et de Lavaur, il fut transféré en 1410 à l'évêché d'Albi.
Le pape Jean XXIII le chargea de négociations importantes.